# Alleati non ovvi
Alleati non ovvi è un album in studio della cantante italiana Viola Valentino, pubblicato il 16 novembre 2010.

## Descrizione
Il titolo dell'album è un anagramma del nome dell'autrice, Viola Valentino.
Si tratta di un doppio album: il primo disco contenente dodici tracce, sei già incluse nell'EP I tacchi di Giada pubblicato un anno prima e sei inedite, mentre il secondo disco contiene l'edizione digitale del libro omonimo di Luigi Matta.
Contiene inoltre una cover di Che m'importa del mondo, di Rita Pavone.
Il brano Domani è un altro giorno è un inno contro le violenze a sfondo omofobico, è solo una delle tante testimonianze dell'impegno civile di Viola Valentino, da sempre schierata a favore dei diritti LGBT, il singolo è stato pubblicato il 17 maggio 2011, in occasione della giornata internazionale contro l'omofobia, è stato anche inciso in quattro lingue: italiano, francese, inglese e spagnolo. È stato promosso dall'Arcigay inno ufficiale del Gay Pride.

## Tracce
CD
1. Le prove di un addio – 3:48 (testo: Andrea Gallo – musica: Alfio Santonocito, Alberto Rosati)
2. Domani è un altro giorno – 4:23 (Andrea Gallo)
3. Miraggio – 3:34 (testo: Andrea Gallo – musica: Alberto Rosati)
4. Perduto amore – 4:06 (testo: Andrea Gallo – musica: Alberto Rosati, Andrea Gallo)
5. Suoni di luce – 4:37 (testo: Luigi Matta – musica: Andrea Gallo)
6. I tacchi di Giada – 4:04 (Francesco Altobelli)
7. Dimenticare mai – 3:43 (F. Mignogna, G. Germanelli)
8. Lungometraggio – 4:40 (testo: Luigi Matta – musica: Andrea Gallo, Alberto Rosati)
9. La musica non c'è – 3:50 (Eleonora Magnifico) – (feat. Eleonora Magnifico)
10. Daisy – 3:05 (L. Angelosanti, F. Morettini)
11. Che caldo fa – 3:19 (L. Angelosanti, F. Morettini)
12. Che m'importa del mondo – 3:00 (testo: Franco Migliacci – musica: Luis Bacalov)

Durata totale: 46:09